# 莎伦·斯托德
莎伦·斯托德（英語：Sharon Stouder，1948年11月9日—2013年6月23日），美国女子游泳运动员，主攻自由泳和蝶泳。她曾代表美国参加1964年夏季奥林匹克运动会游泳比赛，获得三枚金牌和一枚银牌。